# Diocesi di Sitifi
La diocesi di Sitifi (in latino Dioecesis Sitifensis) è una sede soppressa e sede titolare della Chiesa cattolica.

## Storia
Sitifi, identificabile con Sétif in Algeria, è un'antica sede episcopale della provincia romana della Mauritania Sitifense.
Alcune iscrizioni epigrafiche, databili tra il 225 ed il 226, permettono di stabilire l'esistenza di una comunità cristiana a Sitifi fin dai primi anni del III secolo. Altre iscrizioni accennano ad alcuni martiri locali, tra cui san Lorenzo, le cui reliquie furono deposte nel 452 dal vescovo Lorenzo in una basilica dedicata al martire.
Malgrado l'antichità della comunità cristiana, il primo vescovo noto è Severo, che, secondo la testimonianza di sant'Agostino nella lettera 111 (datata 409), visse all'inizio del V secolo. La lettera racconta che a Sitifi, la nipote del vescovo Severo era stata ridotta in schiavitù. La lettera non dice quale fosse la sede episcopale di Severo: secondo Mandouze non si tratterebbe di un vescovo di Sitifi, ma del più noto Severo di Milevi, concittadino e amico di sant'Agostino.
Del vescovo Novato è stato scoperto l'epitaffio, che lo indica deceduto il 23 agosto 440, dopo 37 anni di episcopato. Eletto vescovo nel 403, il suo nome appare in alcune lettere di sant'Agostino, anche se non è fatta menzione della sua sede di appartenenza. Prese parte alla conferenza di Cartagine del 411, che vide riuniti assieme i vescovi cattolici e donatisti dell'Africa romana, ed aveva come rivale il vescovo donatista Marciano; alla conferenza Novato intervenne in due occasioni. Nel 416 partecipò al concilio antipelagiano di Milevi, e nel 419 al concilio generale celebrato a Cartagine e presieduto da sant'Aurelio.
A metà del V secolo le iscrizioni epigrafiche hanno trasmesso il nome del vescovo Lorenzo, il quale il 3 agosto 452 fu autore della deposizione delle reliquie del martire suo omonimo. Il nome del vescovo Donato appare al 2º posto nella lista dei vescovi della Mauritania Sitifense convocati a Cartagine dal re vandalo Unerico nel 484; Donato, come tutti gli altri vescovi cattolici africani, fu condannato all'esilio. Il vescovo Optato avrebbe dovuto prendere parte al concilio cartaginese il 5 febbraio 525, ma un ordine del re lo costrinse ad assentarsi; tuttavia, Bonifacio di Cartagine espresse la sua convinzione che, benché assente, Optato avrebbe sottoscritto alle decisioni conciliari.
A questa sede è attribuito anche il vescovo Crescituro, vissuto nel V o VI secolo, la cui iscrizione è stata trovata nei pressi di Sitifi; data la rarità del nome nell'Africa cristiana di questo periodo, secondo Mandouze questo vescovo potrebbe essere identificato con Crescituro di Celle di Mauritania, documentato nel 484.
Dal XX secolo Sitifi è annoverata tra le sedi vescovili titolari della Chiesa cattolica; la sede è vacante dal 4 giugno 2025.

## Cronotassi

### Vescovi
- Severo ? † (prima del 409)
- Novato † (403 - 23 agosto 440 deceduto)
  - Marciano † (menzionato nel 411) (vescovo donatista)
- Lorenzo † (menzionato nel 452)
- Donato † (menzionato nel 484)
- Crescituro ? † (V o VI secolo)
- Optato † (menzionato nel 525)

### Vescovi titolari
- Alexis Lemaître, M.Afr. † (24 febbraio 1911 - 28 luglio 1920 nominato arcivescovo coadiutore di Cartagine)
- Joanny Thévenoud, M.Afr. † (8 luglio 1921 - 16 settembre 1949 deceduto)
- André-Maurice Parenty † (9 marzo 1950 - 23 novembre 1983 deceduto)
- Armando Xavier Ochoa (23 dicembre 1986 - 1º aprile 1996 nominato vescovo di El Paso)
- Manuel Felipe Díaz Sánchez (27 febbraio 1997 - 4 aprile 2000 nominato vescovo di Carúpano)
- John Choi Young-su † (22 dicembre 2000 - 3 febbraio 2006 nominato arcivescovo coadiutore di Daegu)
- Broderick Soncuaco Pabillo (24 maggio 2006 - 29 giugno 2021 nominato vicario apostolico di Taytay)
- Mark Anthony Eckman (5 novembre 2021 - 4 giugno 2025 nominato vescovo di Pittsburgh)